# Jan Palach
Jan Palach (11. srpna 1948 Praha – 19. ledna 1969 Praha) byl český student historie a politické ekonomie Filozofické fakulty Univerzity Karlovy, který se upálil na protest proti potlačování svobod a pasivnímu přístupu veřejnosti po začátku okupace Československa armádami států Varšavské smlouvy. Dne 16. ledna 1969 se zapálil v horní části Václavského náměstí v Praze. S rozsáhlými popáleninami byl převezen do nemocnice, kde po třech dnech zemřel.

## Život

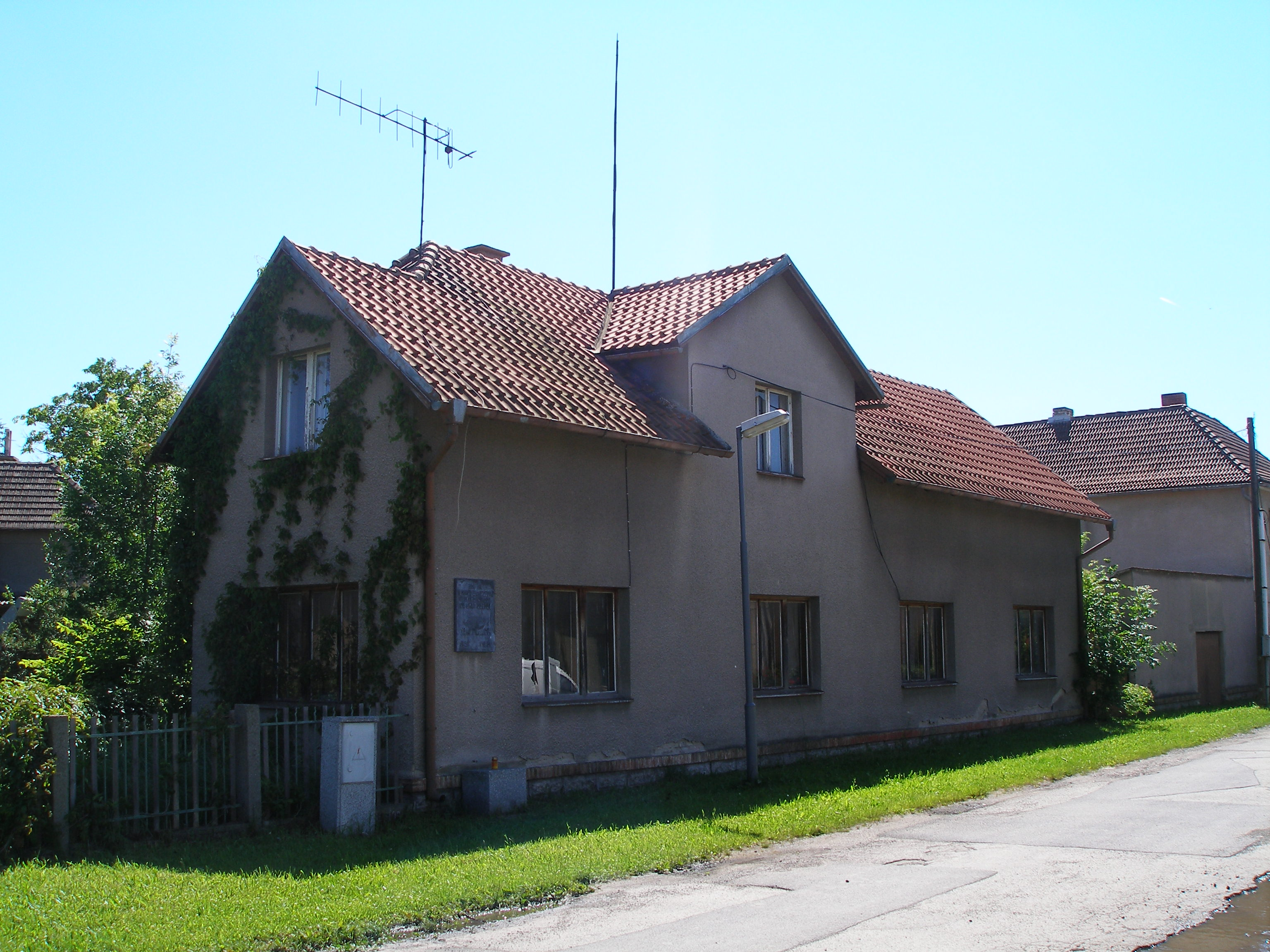
Všetatský dům, v němž Jan Palach vyrůstal. Od roku 2019 je z něj památník.

Jan Palach se narodil 11. srpna roku 1948 v pražském sanatoriu v Londýnské ulici. Pocházel ze Všetat, kde také vyrůstal. V dospělém věku vstoupil do místní sokolské jednoty, jejímiž členy byli i jeho rodiče. Stejně jako matka byl členem sboru Českobratrské církve evangelické v nedaleké Libiši. Matka Libuše Palachová (1913–1980), rozená Kostomlatská, se vyučila švadlenou. V roce 1957 se stala členkou Komunistické strany, neboť se obávala toho, že děti nebudou moci studovat. Otec Josef Palach vedl cukrárnu, kterou komunisté v první polovině 50. let zavřeli. Začal tak pracovat v brandýském podniku Mlýny a pekárny. Zemřel v roce 1962.
V roce 1966 Jan Palach maturoval na mělnické střední všeobecně vzdělávací škole (gymnáziu), která roku 1990 získala název Gymnázium Jana Palacha. Na Filozofickou fakultu Univerzity Karlovy nebyl v roce 1966 přijat pro svůj „živnostenský původ“, i když uspěl při přijímacích zkouškách. Začal proto studovat zemědělskou ekonomii na Vysoké škole ekonomické. V létě 1967 odjel na studentskou brigádu do Kazašské SSR, kde se zúčastnil sovětského projektu zúrodňování kazašských stepí – takzvaných celin. V dopise matce Palach napsal: „Někteří sovětští politici se úporně snaží izolovat svoje lidi od ostatního kacířského světa, tam teď patříme my.“
V roce 1968 svůj pokus dostat se na Filozofickou fakultu zopakoval, tentokrát úspěšně. V březnu také navštívil hrob T. G. Masaryka v Lánech. V létě 1968 odjel jako studentský předák na studentskou brigádu do Sovětského svazu poblíž tehdejšího Leningradu. Vrátil se několik dní před invazí. V říjnu 1968 dostal povolení odcestovat na brigádu do Francie, tehdy zasažené studentskými nepokoji, která ho velmi silně ovlivnila.[zdroj?] Na podzim se účastnil mnohých protestních akcí proti okupaci, včetně studentské stávky. Protože však neviděl žádný významný pokrok, pravděpodobně začal uvažovat o radikálnější akci, která by probrala společnost z rezignace, do níž se postupně propadala. Podle dokumentu Poselství Jana Palacha byl ke konci roku 1968 velmi znepokojený politickou situací v Československu. Podle rozhovoru se starším Palachovým bratrem Jiřím Jan před svým činem nic nenaznačil.[zdroj?] Původně byl domluvený se svou matkou, že půjdou nakupovat nové oblečení.

### Palachův čin
Ve čtvrtek 16. ledna 1969 okolo 14:30 si v horní části Václavského náměstí v Praze odložil tašku a načichal se přineseného éteru. Pak se polil hořlavinou a zapálil. Hořící běžel přes křižovatku od kašny pod muzeem k Washingtonově ulici, kde se jej pokusil svým kabátem uhasit výhybkář Dopravního podniku. S rozsáhlými popáleninami (III. stupně na 85 % povrchu těla) byl převezen na Kliniku popálenin FNKV a LFH UK v pražské Legerově ulici. Zde s ním byl na magnetofonový pásek natočen krátký rozhovor, v němž Palach hovořil o příčině svého činu. V záznamu se zmiňuje o pasivitě lidí, vystupuje proti rozšiřování Zpráv – deníku vydávaného sovětskými okupanty, a požaduje generální stávku. Z rozhovoru je patrné, že byl pod utišujícími léky a měl značné bolesti. Svůj čin nenazval sebevraždou, ale akcí.[zdroj?]
Palachova matka se o činu svého syna dozvěděla až z novin spolucestujícího ve vlaku a starší bratr Jiří se o Janově popálení dozvěděl z telefonátu z pražské nemocnice, ale nedozvěděl se, proč byl popálen. O chvíli později však z rozhlasu slyšel, že se pokusil upálit dvacetiletý student filozofické fakulty J. P. a vše se mu spojilo dohromady.
Jan Palach zemřel v neděli 19. ledna 1969 v 15:30, tři dny po svém činu.
V lednu 2009 bylo zveřejněno, že historici objevili dokument, podle kterého Palach v lednu 1969 chtěl, aby studenti obsadili budovu rozhlasu. Jan Palach svůj návrh odeslal 10 dnů před svým činem, v dopisu adresovaném tehdejšímu studentskému vůdci Luboši Holečkovi. Dokument objevil historik Petr Blažek, který se pokusil sestavit co nejpřesnější rekonstrukci událostí, které předcházely Palachovu sebeupálení, samotný čin i následné události, včetně vyšetřování příslušníky Veřejné bezpečnosti. O svém posledním činu se ovšem před jeho vykonáním nikomu nezmínil.[zdroj?] Inspirací Palachovi bylo sebeupálení Thích Quảng Đứca a dalších vietnamských buddhistických mnichů na protest proti perzekuci buddhistů katolíky v Jižním Vietnamu.
O tom, že čin Jana Palacha nebyl krokem zoufalého a nešťastného člověka, svědčí přepis rozhovoru, který s Palachem před jeho smrtí natočila ošetřující lékařka Zdenka Kmuníčková. Palach jí sdělil, že k tomu, aby se zapálil, potřeboval vztek. Palach se v rozhovoru s Kmuníčkovou dovolával odkazu na smrt Jana Husa: „Koneckonců Hus také umřel na hranici.“

## Ohlasy ve společnosti
Václav Havel, jako člen předsednictva Československého svazu spisovatelů v roce 1969 pro televizi natočil projev, ve kterém vyzýval občany, aby nepropadli pasivitě, a nepáchali tak morální sebevraždu. Apeloval na oficiální činitele, aby svolali plenární schůzi Federálního shromáždění, zakázali šíření ilegální okupační tiskoviny Zprávy a vypsali předčasné volby. Politiky, kteří byli veřejně známi jako kolaboranti s okupační mocí, jmenovitě Koldera, Indru, Biľaka, Nového a gen. Rytíře vyzval, aby odstoupili.
Po celém Československu proběhly v lednu okupační stávky studentů na vysokých i středních školách.

### Pohřeb

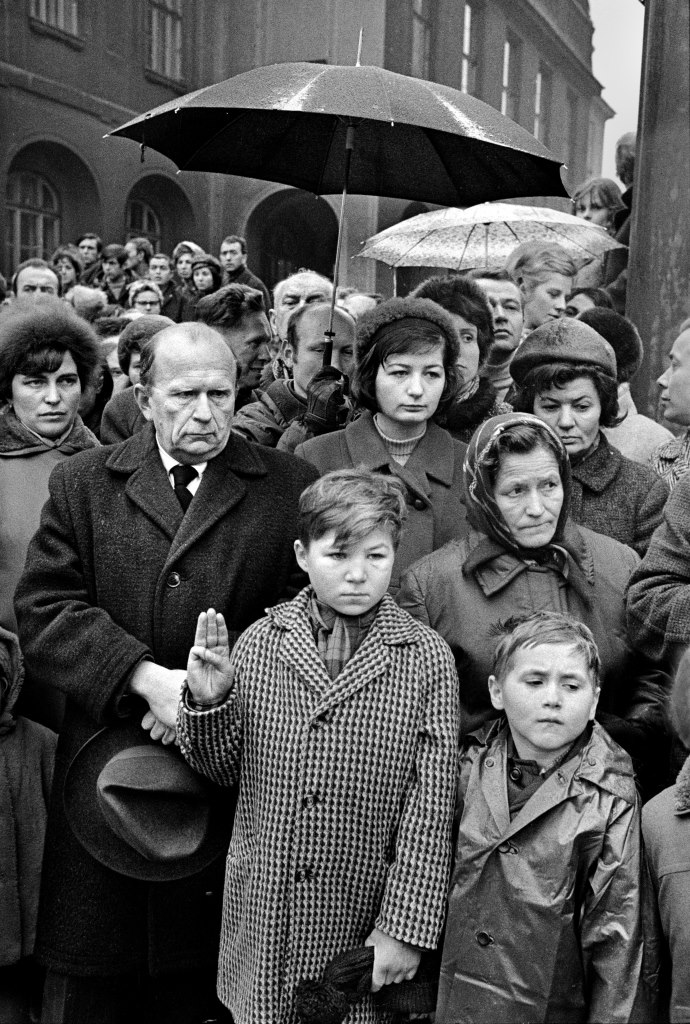
Lidé na Palachově pohřbu, v popředí chlapec jménem Vladimír zdraví skautským pozdravem, foto Miloň Novotný

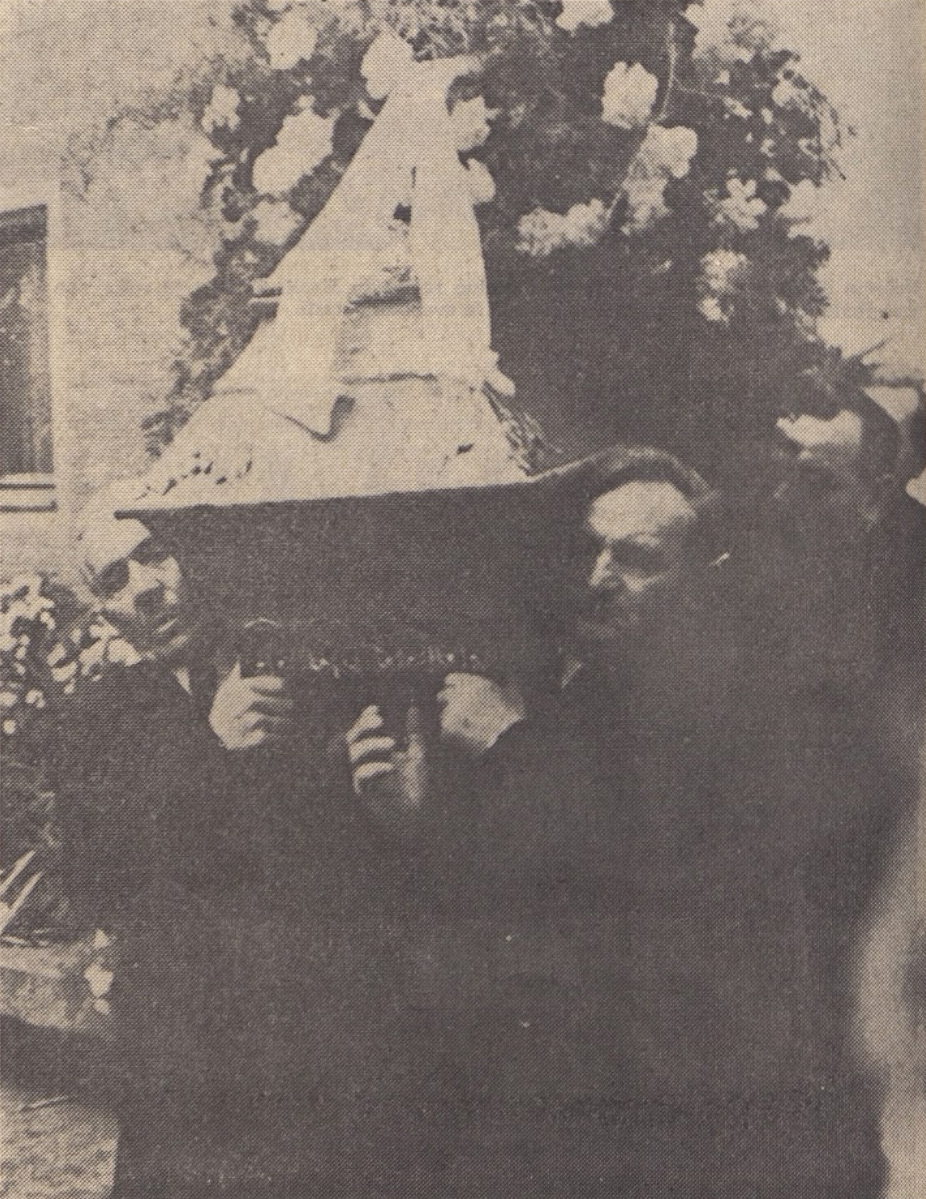
Palachova rakev

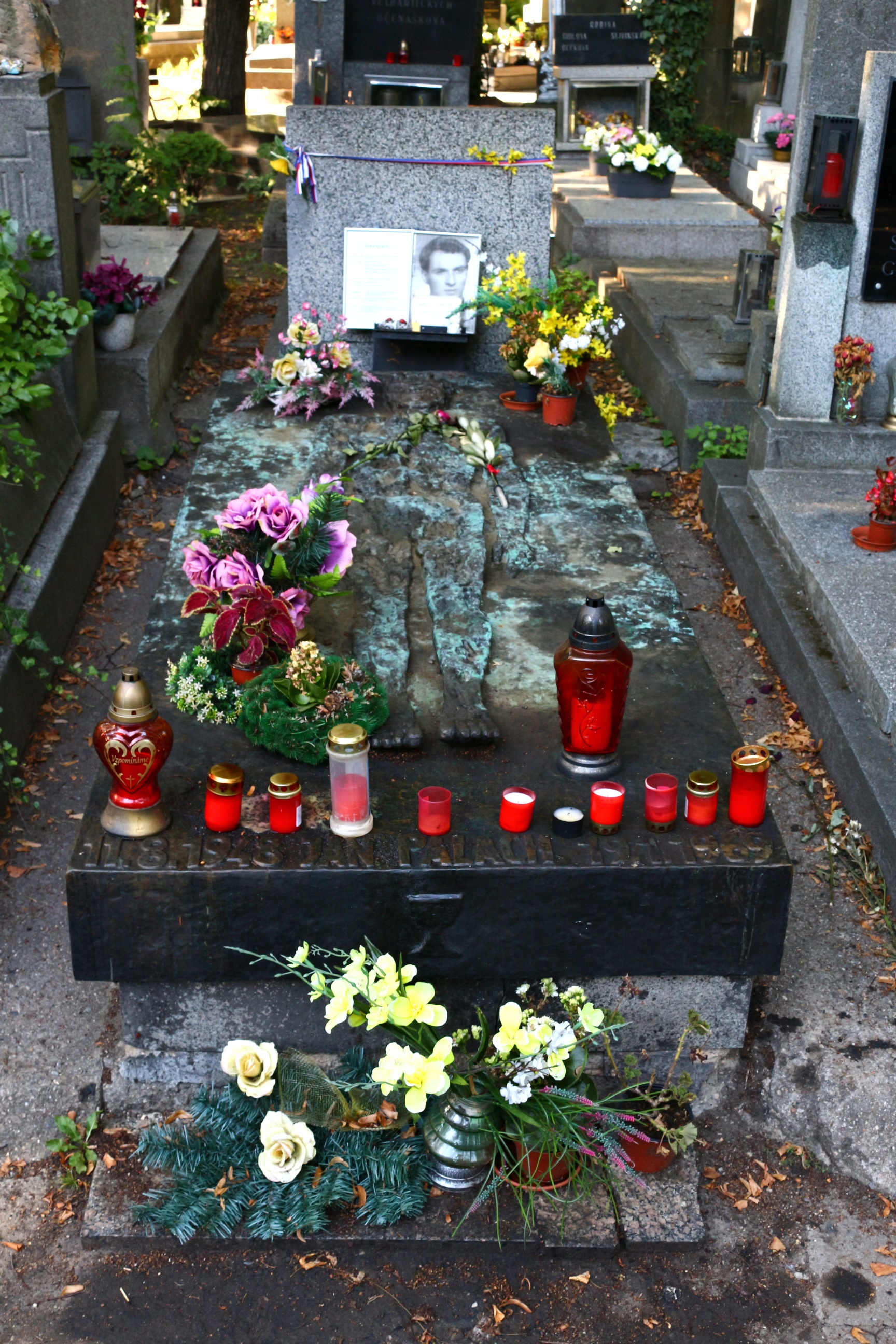
Hrob Jana Palacha od Olbrama Zoubka na Olšanských hřbitovech

Pohřeb Jana Palacha dne 25. ledna 1969 se stal velkým protestem proti pokračující okupaci. Smuteční průvod, čítající několik desítek tisíc lidí, šel z Karolina na tehdejší náměstí Krasnoarmějců v Praze 1 (dnešní Náměstí Jana Palacha), kde hovořilo několik řečníků, včetně Luboše Holečka. Palach byl pohřben na Olšanských hřbitovech. Pohřební rozloučení vedl evangelický farář Jakub Schwarz Trojan, protože Jan Palach byl členem jeho evangelického sboru v Libiši.
Roku 1973 byly Palachovy ostatky bez souhlasu pozůstalých zpopelněny a popel uložen v rodných Všetatech. Převoz proběhl tajně a narychlo. Prázdný hrob byl však hojně navštěvován i nadále. Podle opačné verse: „V říjnu 1973 po dlouhodobém vydírání tajnou policií souhlasili nakonec Libuše Palachová a Jiří Palach s exhumací a následným zpopelněním pozůstatků Jana Palacha.“ V roce 1990 se urna s popelem vrátila na Olšanské hřbitovy.

### Další živé pochodně v sovětském bloku
Před Janem Palachem, už v září 1968, provedl stejný čin v Polsku Ryszard Siwiec za přítomnosti sta tisíc lidí, včetně vedení polské komunistické strany. Jeho protest byl všemi oficiálními médii zamlčen a dodnes je málo známý. 5. listopadu 1968 se na hlavní ulici Chreščatyk v Kyjevě upálil jednačtyřicetiletý disident Vasil Makuch na protest proti sovětskému komunistickému režimu, útlaku ukrajinského národa a agresi SSSR v Československu. Chodci slyšeli z plamenů výkřiky: „Pryč s okupanty Československa! Pryč s komunistickými kolonizátory! Ať žije svobodná Ukrajina! Sláva Ukrajině!“ Zemřel den nato. Jeho čin byl také dlouho zamlčován.
Jan Palach si sám údajně nepřál další mrtvé, jak dokazují písemné poznámky a výpověď jeho spolužáka Luboše Holečka o rozhovoru s Janem Palachem v nemocnici:
| „ | Můj čin splnil účel. Ale ať už to nikdo neudělá. Ať se ty studenty pokusí zachránit, aby celý život zasadili ke splnění našich cílů. Ať se přičiní živí v boji. | “ |

Podle historika Petra Blažka ovšem umírající Palach v té době už nebyl schopen souvisle mluvit a ve skutečnosti se může jednat o Holečkův výmysl. Proti dalšímu upalování vystoupili i básník Jaroslav Seifert a prezident Ludvík Svoboda (bezprostředně po činu Josefa Hlavatého v Plzni).
I přes tyto žádosti došlo v prvních měsících roku 1969 k vlně sebevražedných pokusů mladých lidí, kteří následovali Palacha a jeho sebeobětování. Po Palachovi se v období od 16. do 31. ledna 1969 se v Československu pokusilo upálit 10 lidí, do konce dubna 1969 to již bylo 26 lidí, z toho 7 zemřelo. Nejznámější z nich je Jan Zajíc (sám se podepsal jako pochodeň č. 2), který se upálil 25. února 1969 v průchodu domu na Václavském náměstí. Ani on, ani nikdo z dalších lidí, kteří se počátkem roku 1969 upálili, se s Janem Palachem takřka jistě neznali a nebyli členy žádné organizované skupiny. Jména dalších jsou Josef Hlavatý (20. ledna u pomníku Tomáše Garrigue Masaryka v Plzni, poté co se dověděl, že Jan Palach na klinice v Praze zemřel), Evžen Plocek (4. dubna 1969 v Jihlavě), či Michal Lefčík, který se upálil v Košicích 11. dubna 1969. S výjimkou Josefa Hlavatého se ale informace o jejich činech na celostátní úrovni omezila jen na několikařádkovou zmínku v černé kronice Rudého práva. O sebeupálení se pokusili též dělník Miroslav Malinka (22. ledna 1969 v Brně) a šestnáctiletý učeň Jan Bereš (26. ledna 1969 v Chebu).
V zahraničí se v návaznosti na Palachovu smrt 20. ledna 1969 v Budapešti v zahradě Národního muzea polil benzínem a zapálil Sándor Bauer, šestnáctiletý student průmyslovky, který zemřel v nemocnici po třech dnech. V dubnu téhož roku se pokusil upálit lotyšský student Elijahu Rips, který – zejména díky rychlé pomoci kolemjdoucích – přežil.
V roce 1992 se upálil Slovák Jozef Aszmongyi na protest proti rozdělení Československa.

### Fáma o „studeném plameni“
Po Palachově smrti se objevily dezinformace ohledně o jeho činu a motivaci k němu. Již v lednu 1969 maďarský deník Népszabadság přišel s teorií o „studeném plameni“ (chemikálii s nízkou výhřevností a ohni, který nepálí). V ČSSR pronášel lživé teorie o Palachovi vysoce postavený komunistický funkcionář Vilém Nový. Přitom se hájil tím, že cituje lednové dokumenty VB. Palach byl podle Nového vylosován jako první ze studentské skupiny „Pětice smrti“. Nechtěl se zabít, nýbrž pouze polít chemikálií způsobující „studený plamen“, a tímto protestem destabilizovat situaci ve společnosti. Chemikálie mu však přimíchali ostatní členové skupiny do hořlaviny příliš malé množství, proto utrpěl smrtelné popáleniny. K této formě protestu měli studenty navést Luděk Pachman, Vladimír Škutina, Pavel Kohout, Emil Zátopek a Lubomír Holeček. Ti na Nového podali žalobu na ochranu osobnosti (Zátopek ji později stáhl). Další žalobu podala Palachova matka Libuše Palachová, zastupovaná advokátkou Dagmar Burešovou. Soudkyně Jarmila Ortová obě žaloby zamítla se zdůvodněním, že Nový měl nejen právo, ale dokonce povinnost kritizovat Palachův čin. Verze o „studeném plameni“ byla oficiální i roku 1979.

### Palachův týden 1989

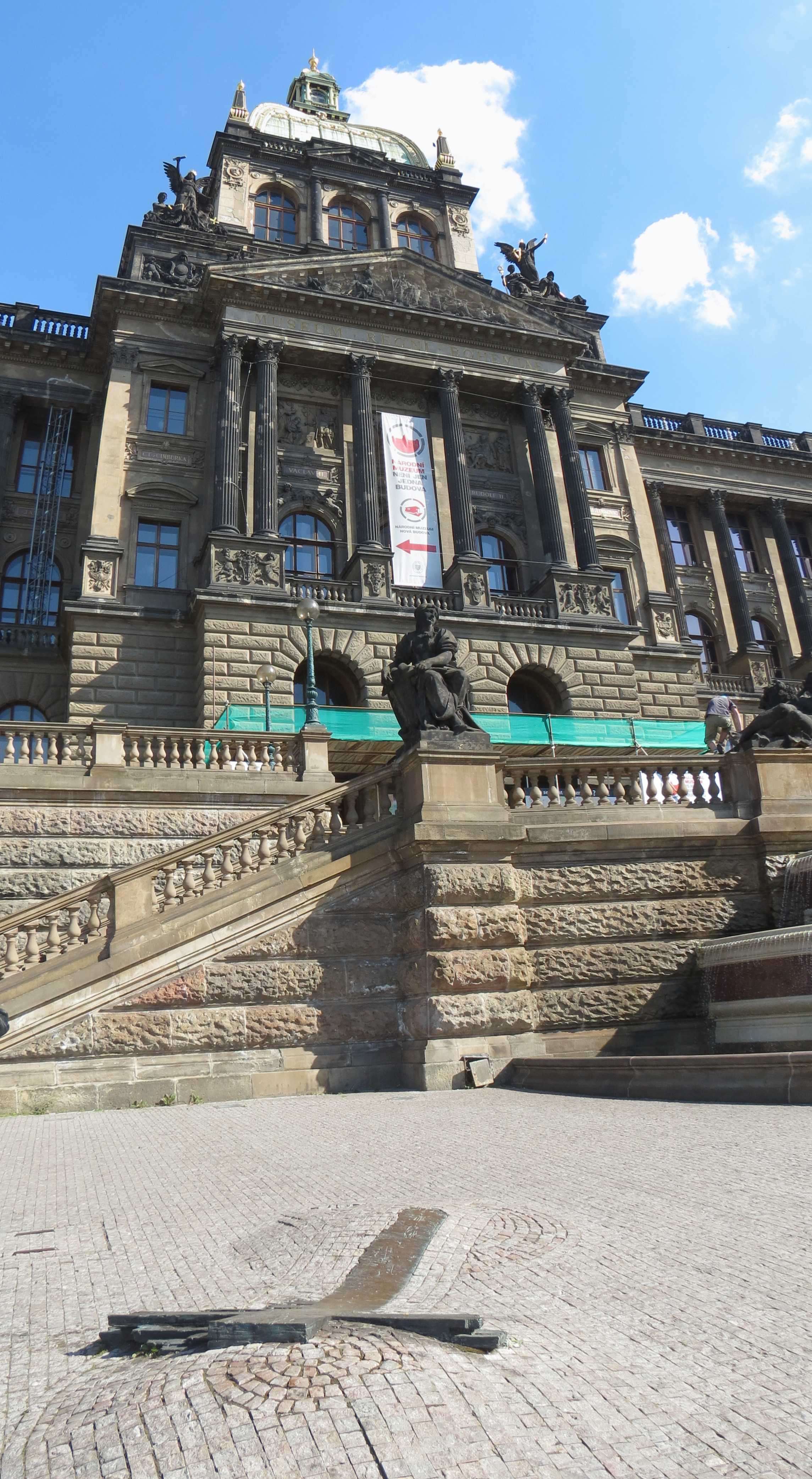
Barbora Veselá a architekti Čestmír Houska a Jiří Veselý: Pomník v dlažbě před Národním muzeem

V tzv. Palachově týdnu, od 15. ledna do 21. ledna 1989, probíhaly v Praze protestní akce zaměřené proti komunistickému režimu. Jednalo se o předstupeň Sametové revoluce. Veřejná bezpečnost a Lidové milice tyto protesty rozháněly obušky, slzným plynem a vodními děly. Několik představitelů nezávislých iniciativ, například Václav Havel, Stanislav Penc, Alexandr Vondra, Dana Němcová či Petr Placák, bylo kvůli účasti na demonstraci zatčeno a vzato do vazby.
Také hřbitov ve Všetatech byl Veřejnou bezpečností zcela obležen, aby nebylo možné pokládat květiny a rozsvěcet svíce u Palachova hrobu.

### Po roce 1989
Od roku 1989 existuje ve Všetatech nezisková organizace Společnost Jana Palacha, která pořádá každoroční pietní akce. Vznikla obnovením stejnojmenné společnosti, spontánně založené hned po pohřbu (s cílem vybudovat Janu Palachovi pomník). Základní škola ve Všetatech, kterou Jan Palach navštěvoval, po něm byla pojmenována. Ve škole se rovněž nachází Palachova busta a pamětní expozice.
Po Janu Palachovi je pojmenována také planetka (1834) Palach, kterou 22. srpna 1969 objevil astronom Luboš Kohoutek na hvězdárně Bergedorf.
Jméno Jana Palacha nese od ledna 1990 gymnázium v Mělníce, kde v roce 1966 maturoval, a také gymnázium v Praze.
Jeho jménem jsou pojmenována také náměstí v Praze, Římě, ve Varně a Lucemburku a ulice v desítkách měst v Česku i po celé Evropě.
K sebeupálení Jana Palacha se vyjádřil kriticky Josef Mašín, člen někdejší protikomunistické odbojové skupiny bratří Mašínů, který nepovažuje „za zodpovědné a za dobrý příklad mládeži oslavovat čin sebezmrzačení, sebeupálení z jakýchkoli důvodů.“
K nelibosti české veřejnosti se Palach stal symbolem krajní pravice v Itálii. Podle filozofa Václava Bělohradského, který žil dlouho v Itálii, je Palach symbolem italské krajní pravice již dlouho: „Levice se organizovala kolem protestů proti Vietnamu a najednou tu někdo použije tentýž protest proti komunismu, to se pravici strašně líbilo. Jakmile na studentských schůzích někdo začal mluvit o Vietnamu, hned se ozvala pravice, proč nemluvíme o Československu, o Palachovi.“

### Vzpomínky pamětníků
Stanislav Hamr, který s Palachem vyrůstal a kamarádil od nejútlejšího dětství, vystoupil po padesáti letech z anonymity v několika rozhovorech. Jeho vzpomínky potvrdil Petr Blažek z Ústavu pro studium totalitních režimů
(vystupovali se svými vzpomínkami v Gymnáziu Jana Palacha v Mělníku), stejně se o Palachovi vyjádřil vojenský historik Eduard Stehlík:
Už mě strašně štvalo, jak je Honza falešně a nepravdivě líčen nejrůznějšími pseudoanalytiky. Nebyl zvláštním uzavřeným klukem, který se stranil ostatních. Šlo naopak o rváče, neskutečně veselého a někdy až hyperaktivního kluka, který nezkazil žádnou lumpárnu. Nejvíc mi ale vadí to, jak z Honzy děláme jakéhosi ikonického a nedotknutelného věrozvěsta… Honza byl vlastně v jádru Mašín. Ale nedokázal by zabít. 
Stanislav Hamr, Aktuálně.cz
Podle Jiřího Palacha jeho bratr Jan, který několikrát navštívil Sovětský svaz, měl Rusy rád a své matce tvrdil, že ruský lid je dobrý, ale musel po staletí trpět pod diktátorskými režimy. Jiří Palach vzpomínal, že Jan nesl velmi těžce rezignaci a letargii většiny Čechů, kteří se rychle smířili s okupací a počínající normalizací.
I přes některé negativní zážitky měl Honza Rusko a jeho obyvatele nesmírně rád. Dokonce Rusy hájil i před maminkou, která je nemusela ... Brácha měl (z pasivity a apatie českého národa) úplné trauma. Nechápal, že národ, který nadšeně přijal myšlenky Pražského jara, je stejně rychle opustil.
Jiří Palach

## Památka

### Ocenění
Jan Palach je in memoriam nositelem Čestné medaile T. G. Masaryka za věrnost jeho odkazu, kterou mu udělilo jako prvnímu in memoriam Masarykovo demokratické hnutí.
Řád Tomáše Garrigua Masaryka 1. třídy převzal za Jana Palacha od prezidenta Václava Havla jeho bratr Jiří Palach v roce 1991.

### Významný den

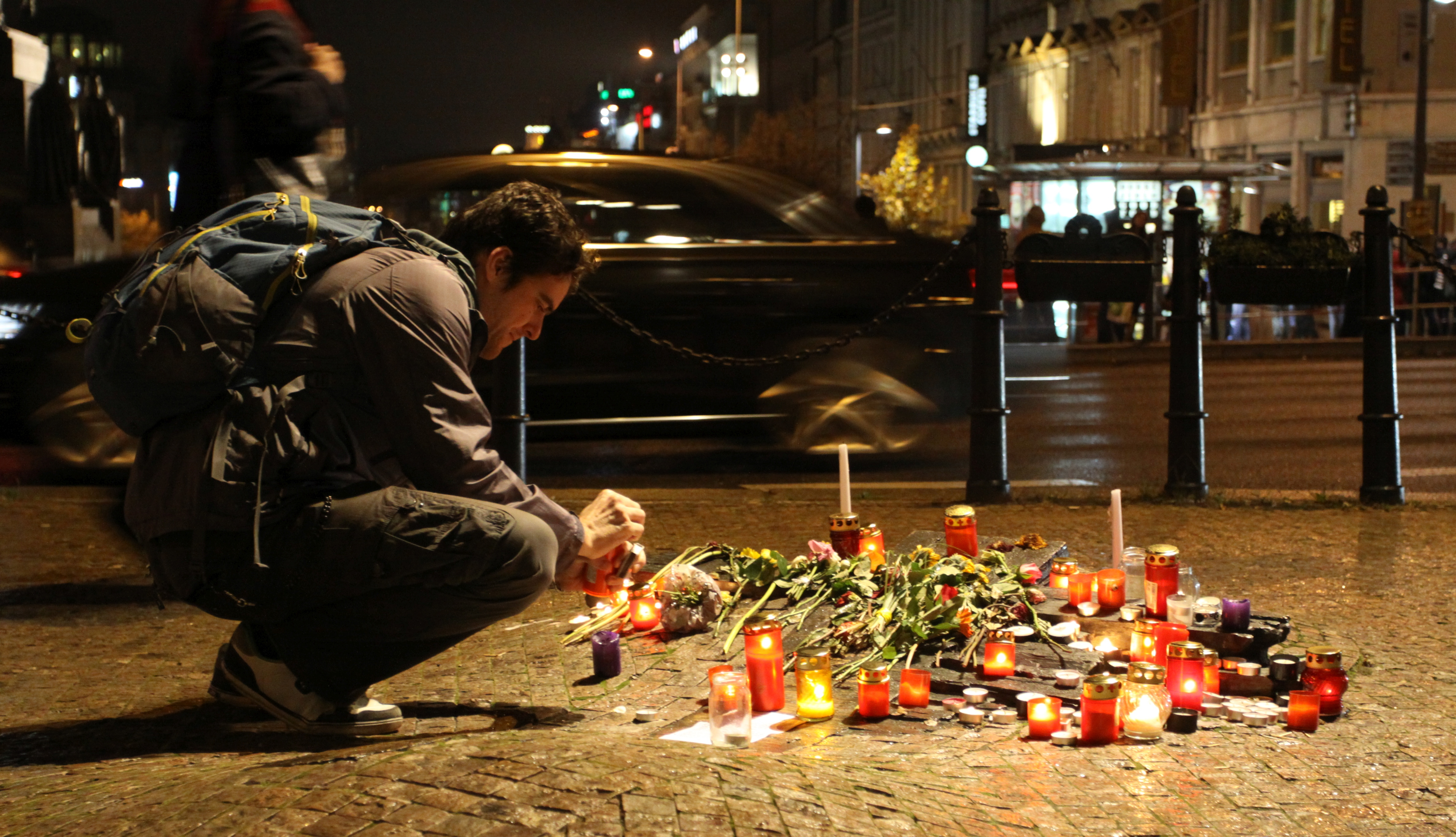
Památník Jana Palacha během 25. výročí Sametové revoluce

V roce 1990 byly schváleny nové památné dny Československa, mezi nimi i den narození T.G. Masaryka (7. 3. 1850) a úmrtí Jana Palacha (19. 1. 1969).[zdroj?] Byly uvedeny ve všech kalendářích pro léta 1991 až 1993. Oba zanikly s rozpadem federace.
V lednových dnech pořádá pravidelná každoroční vzpomínková shromáždění u Palachova hrobu na Olšanských hřbitovech společnost JANUA, starající se v Praze o odkaz Jana Palacha a Jana Masaryka.
Dne 9. ledna 2013 vyslovila česká vláda souhlas s poslaneckým návrhem zákona, kterým by se 16. leden (den Palachova sebeobětování) stal významným dnem České republiky jako „Den památky Jana Palacha“, s účinností od 11. 8. 2013, 65. výročí narození Jana Palacha. Poslanecký návrh inicioval historik Jan B. Uhlíř.

### Památníky
K místům připomínajícím Jana Palacha patří:
- Památník Jana Palacha – expozice Národního muzea v rodném domě ve Všetatech otevřená v roce 2019
- pomník u bývalého Palachova gymnázia v Mělníku
- pomník s posmrtnou maskou na budově Filozofické fakulty Univerzity Karlovy na náměstí Jana Palacha
- pomník Jana Palacha a Jana Zajíce na místě činu na Václavském náměstí
- Pomník upomínající smrt Jana Palacha na budově bývalé polikliniky popálenin v pražské Legerově ulici.
- Palachův pylon u budovy Federálního shromáždění – pravý účel tohoto 30metrového monumentu (pomník J. Palacha) postaveného na přelomu 60. až 70. let se zjistil až v roce 2018
- Dům sebevraha a Dům matky sebevraha – památník u Palachova náměstí na Alšově nábřeží od amerického architekta Johna Hejduka
- Po Janu Palachovi je v Římě pojmenováno náměstí Piazza Jan Palach. Zde byl v r. 1970 umístěn první Palachův památník na světě, bronzová socha představující Jana Palacha mezi plameny[57]
- Pomník od Jana Knoblocha je ve Vevey (Švýcarsko), na břehu Ženevského jezera

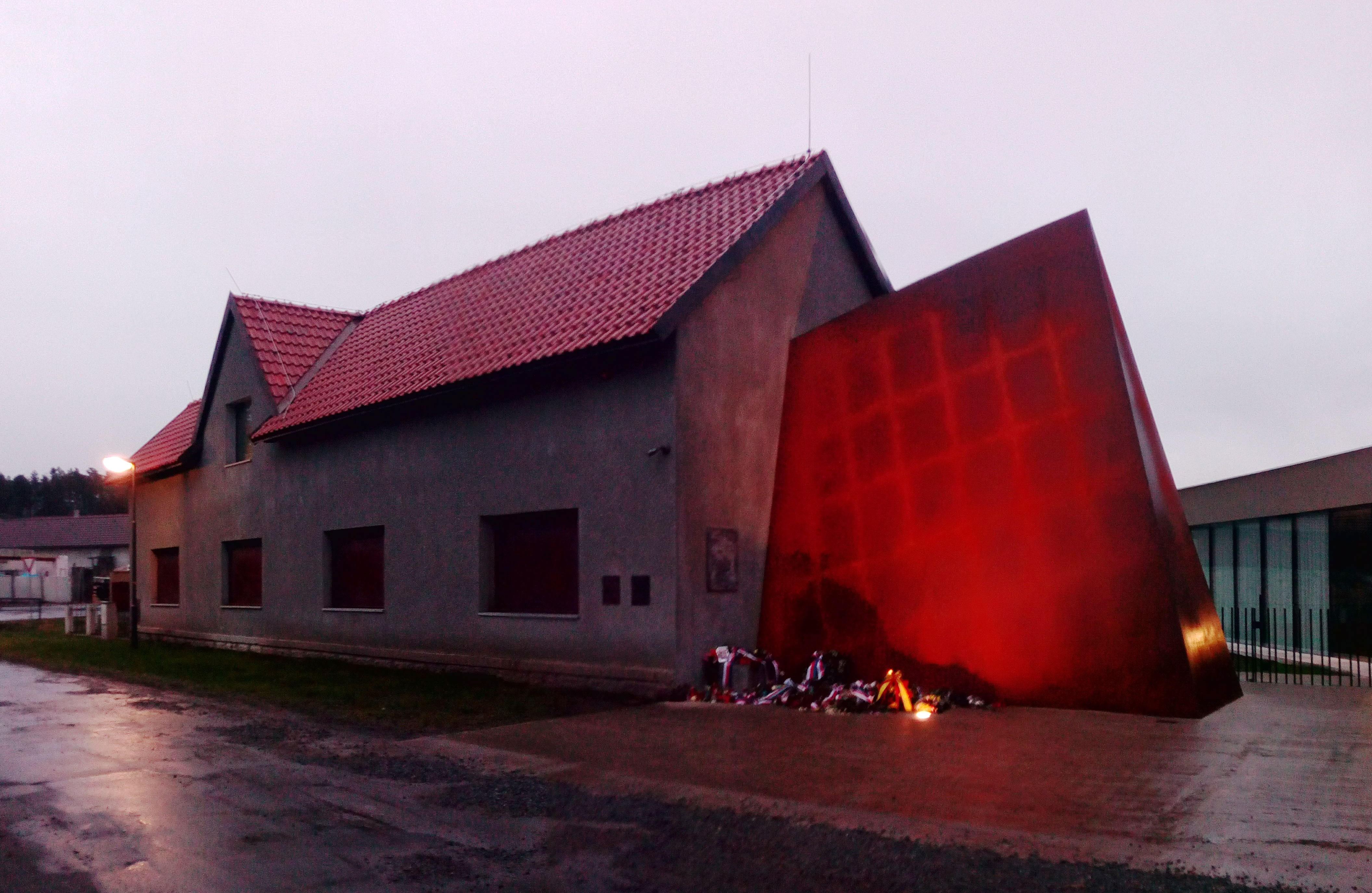
Rodný dům Jana Palacha ve Všetatech přebudovaný na památník
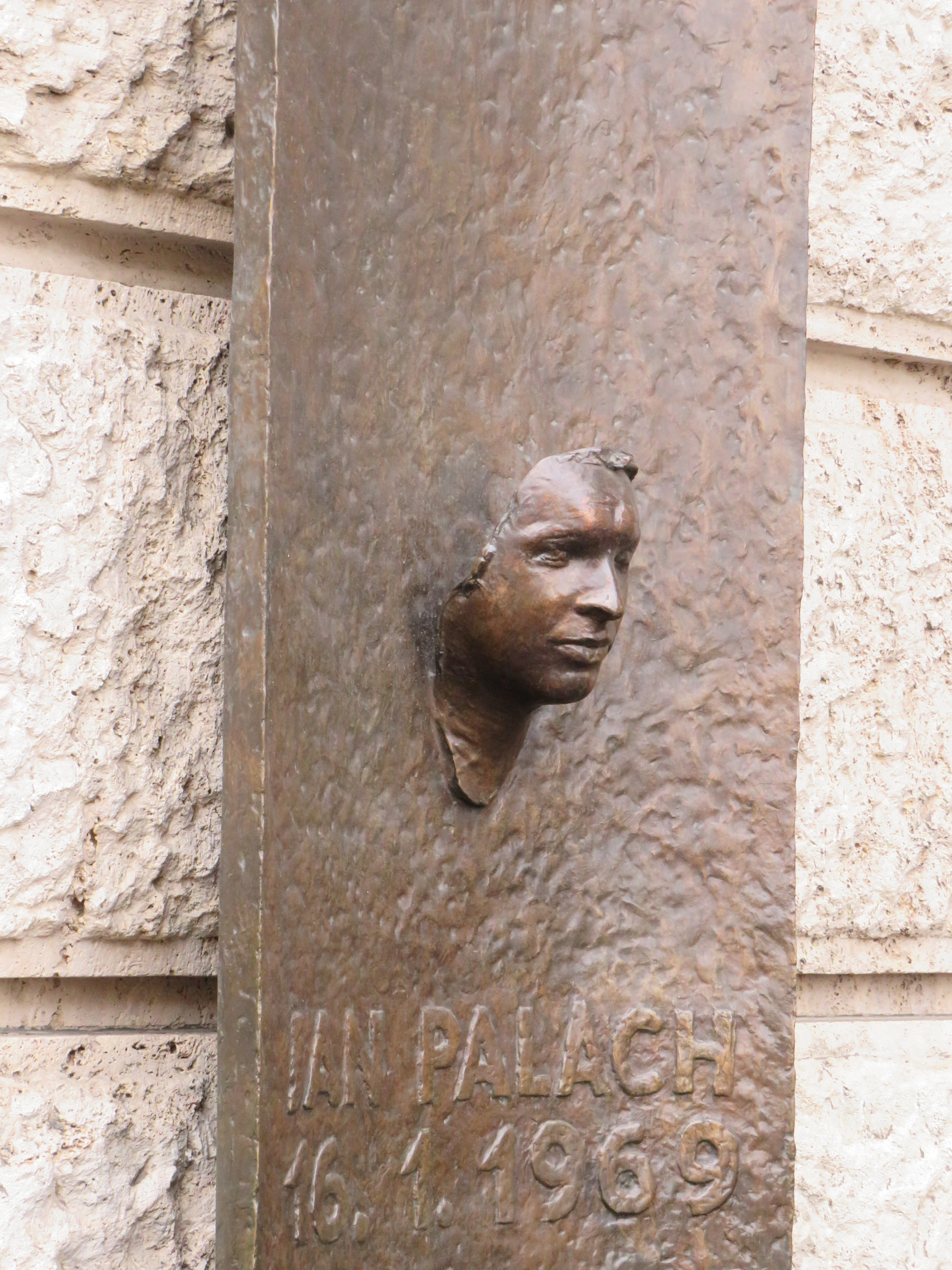
Památník Jana Palacha na budově Filozofické fakulty UK
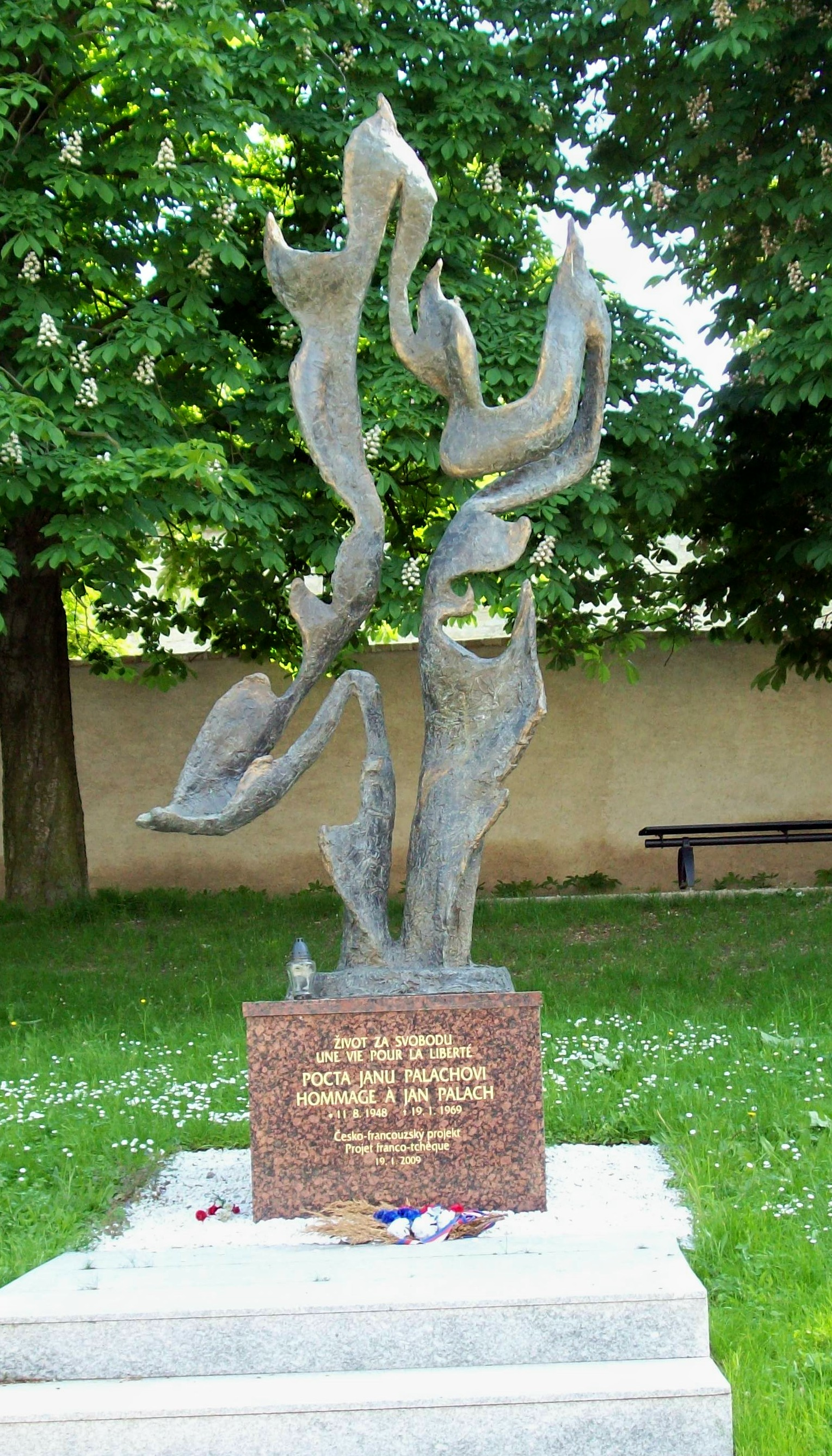
Památník Jana Palacha v mělnických Jungmannových sadech naproti bývalému gymnáziu, kde roku 1966 maturoval
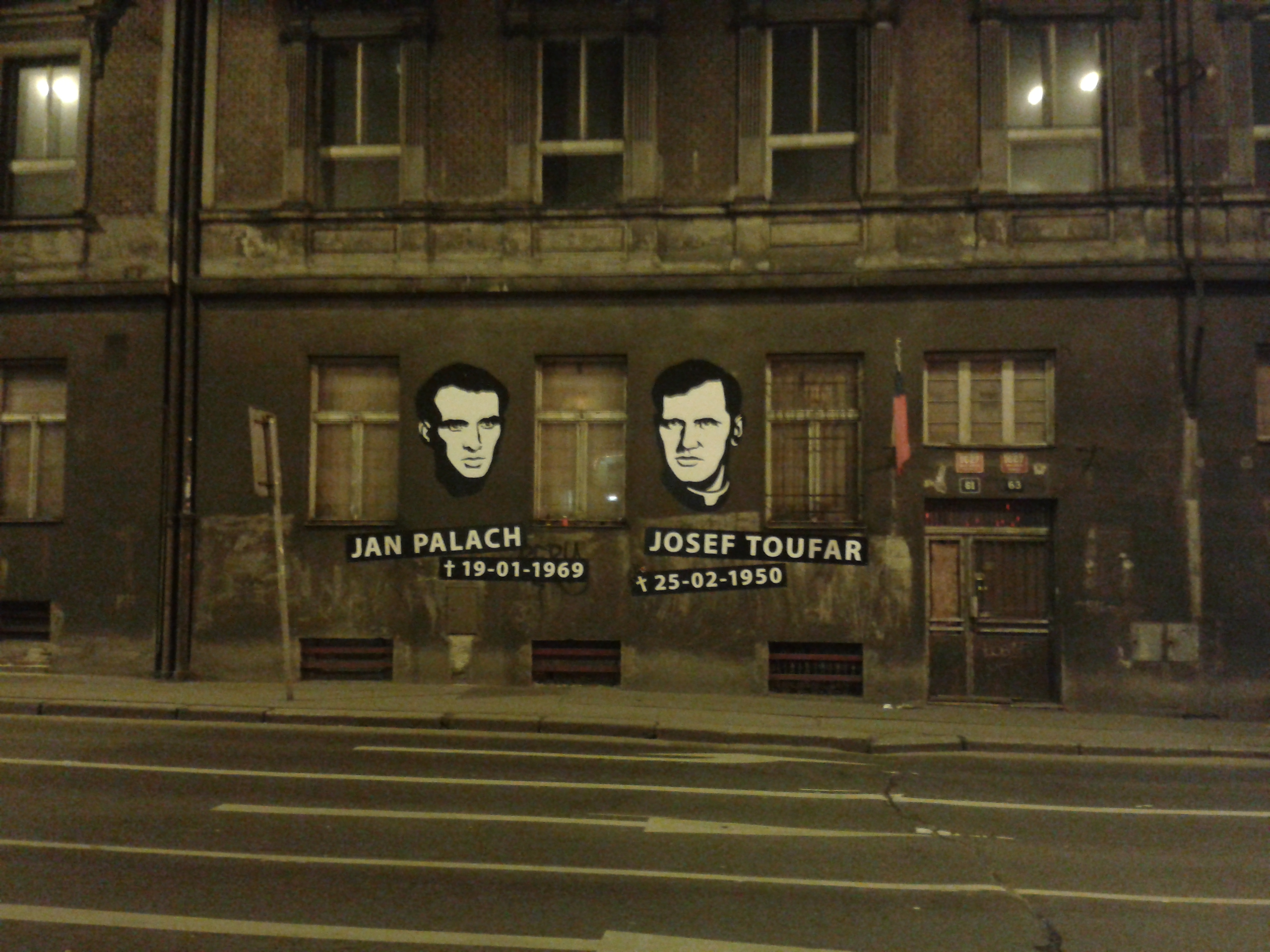
Improvizovaný památník Jana Palacha a Josefa Toufara na chátrající budově bývalé Kliniky popálenin FNKV a LFH UK v pražské Legerově ulici, kde Palach zemřel
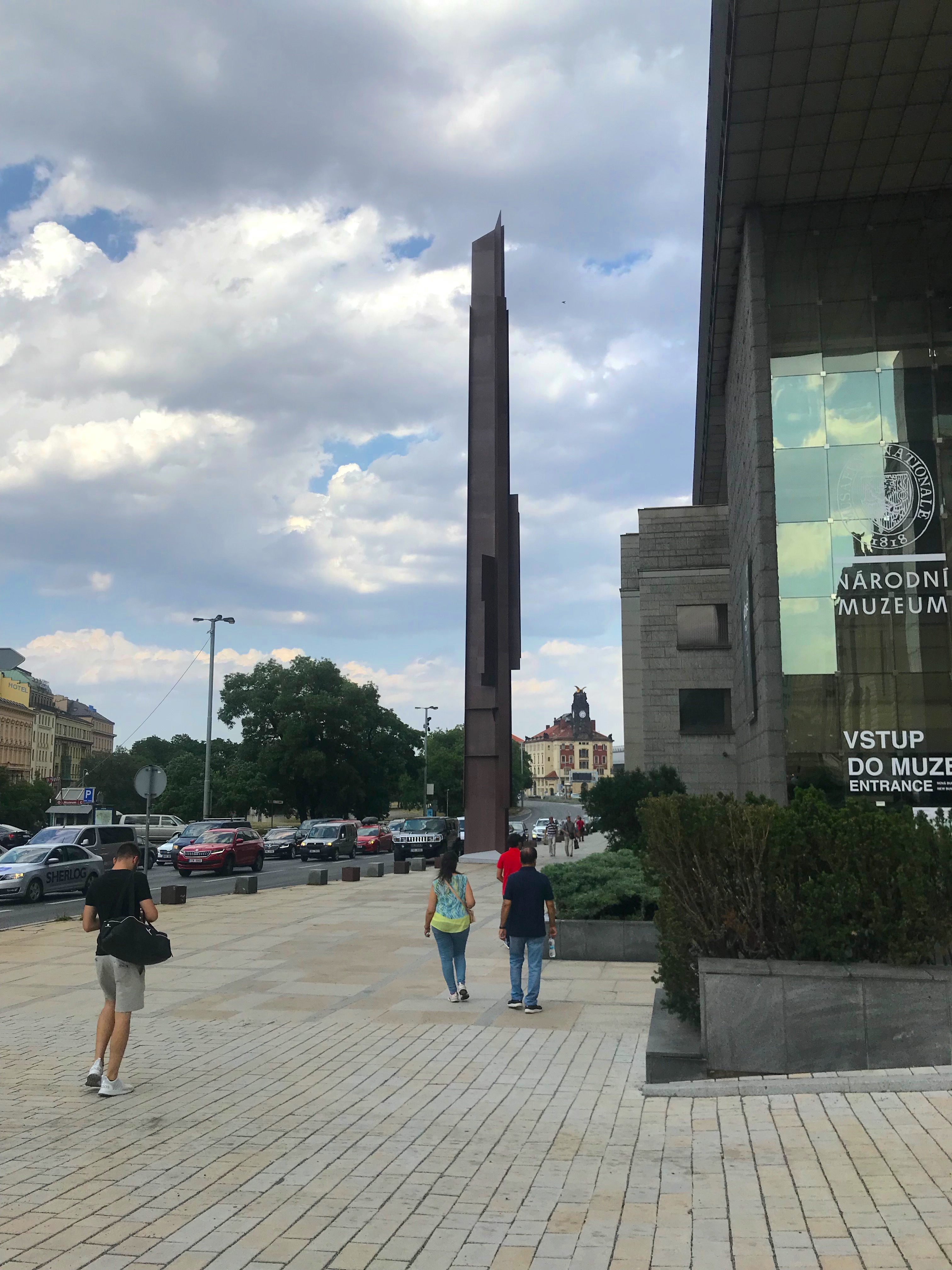
Palachův pylon, Praha
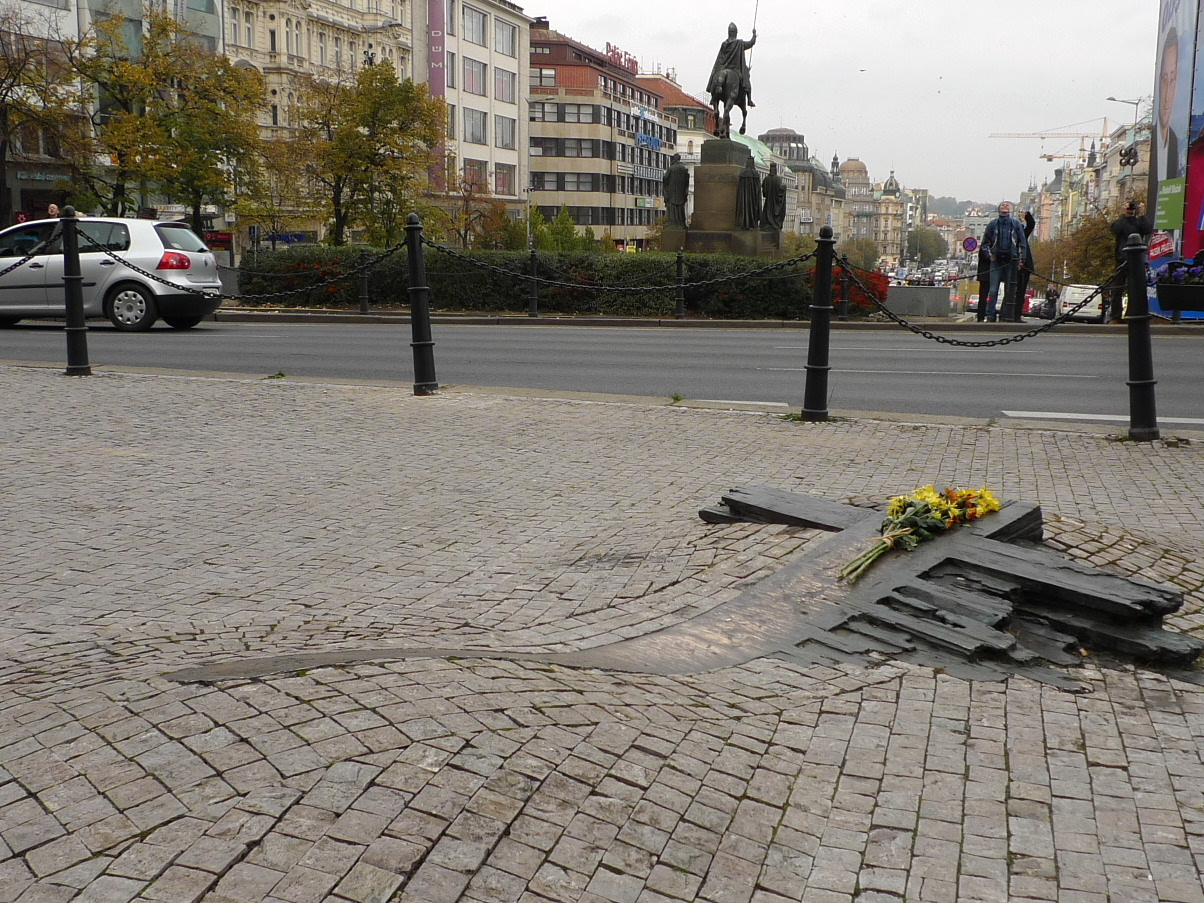
Pomník Jana Palacha a Jana Zajíce v dlažbě před Národním muzeem
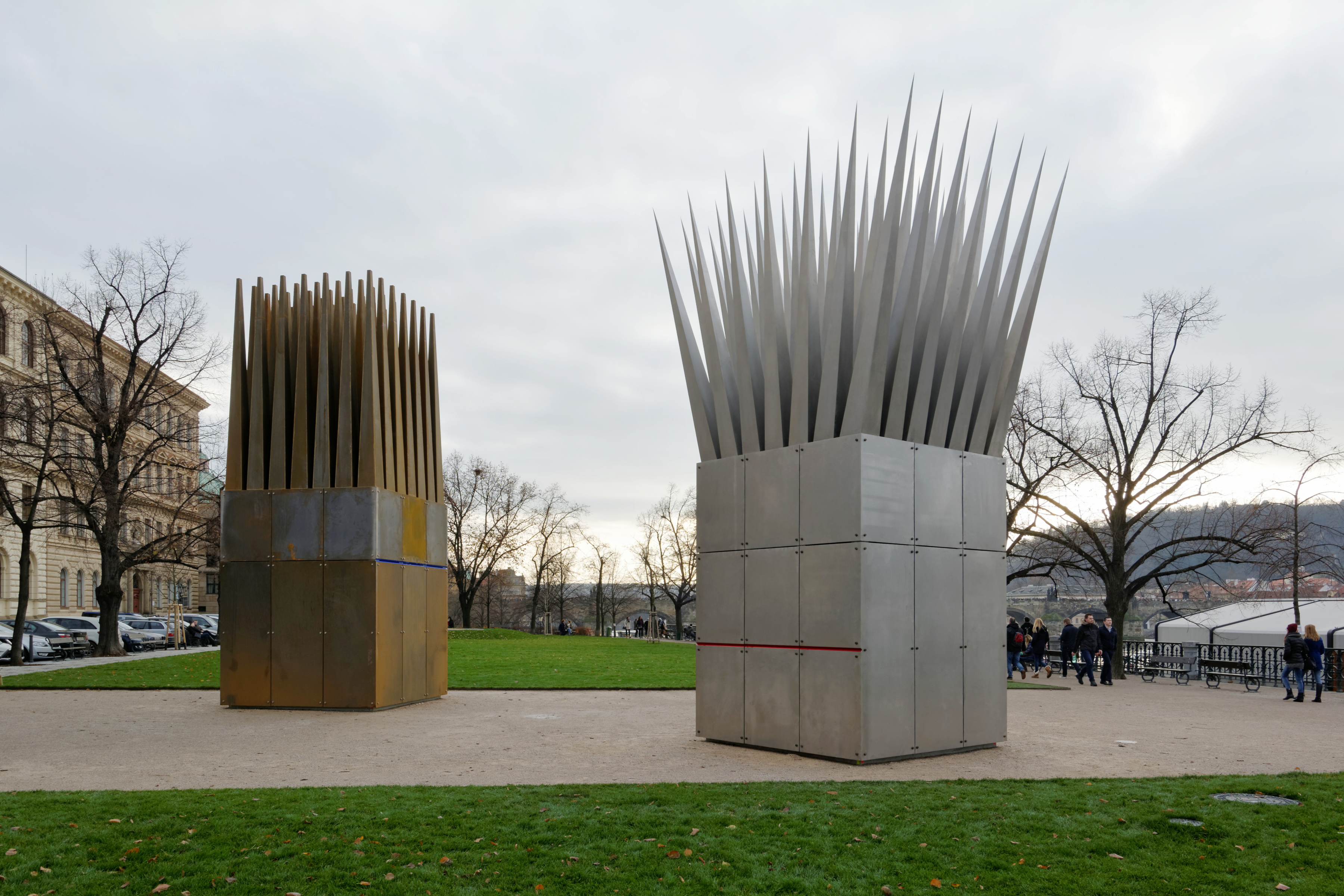
Dům sebevraha a Dům matky sebevraha s pamětní deskou, Praha
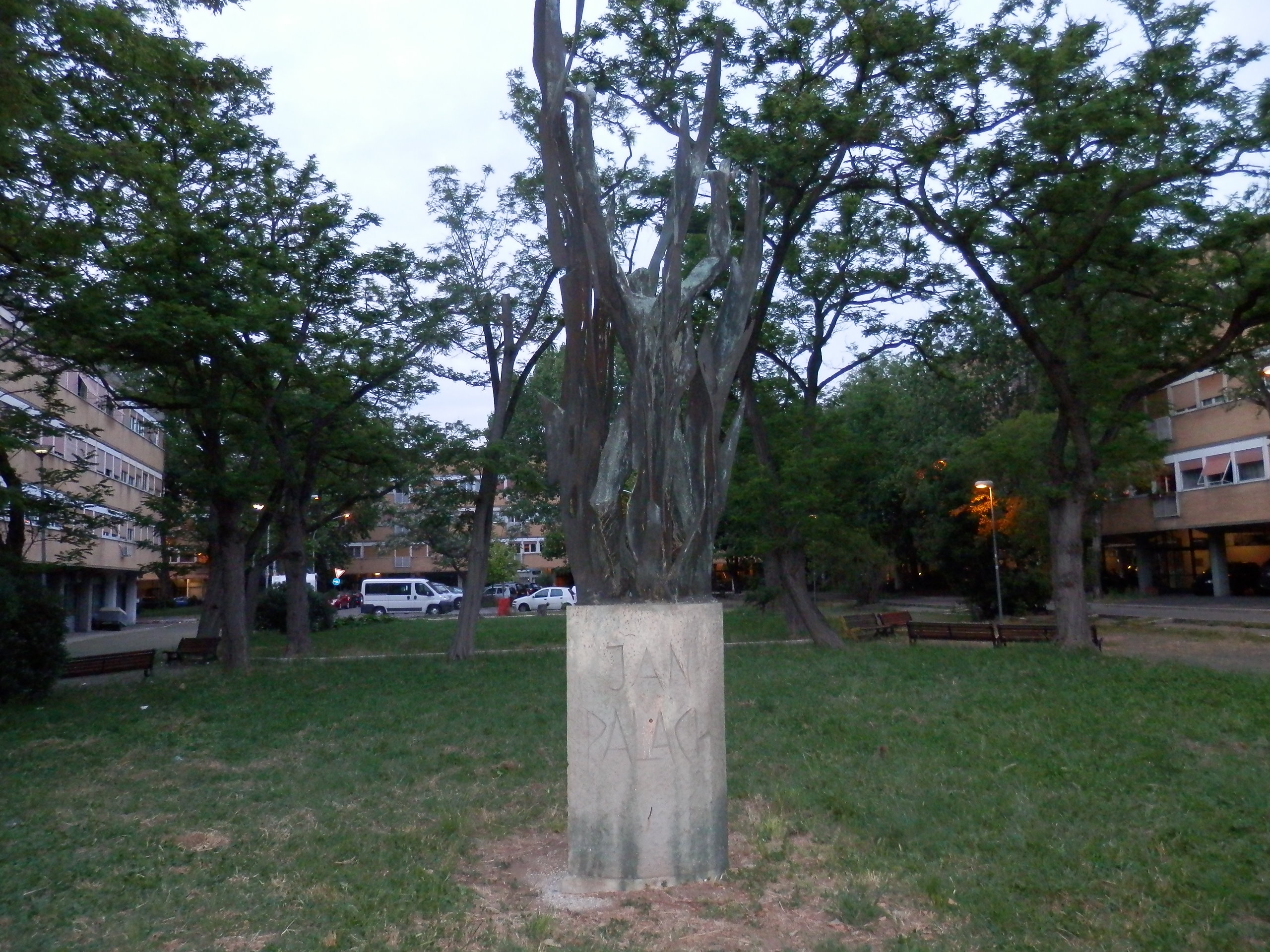
Památník Jana Palacha, Řím
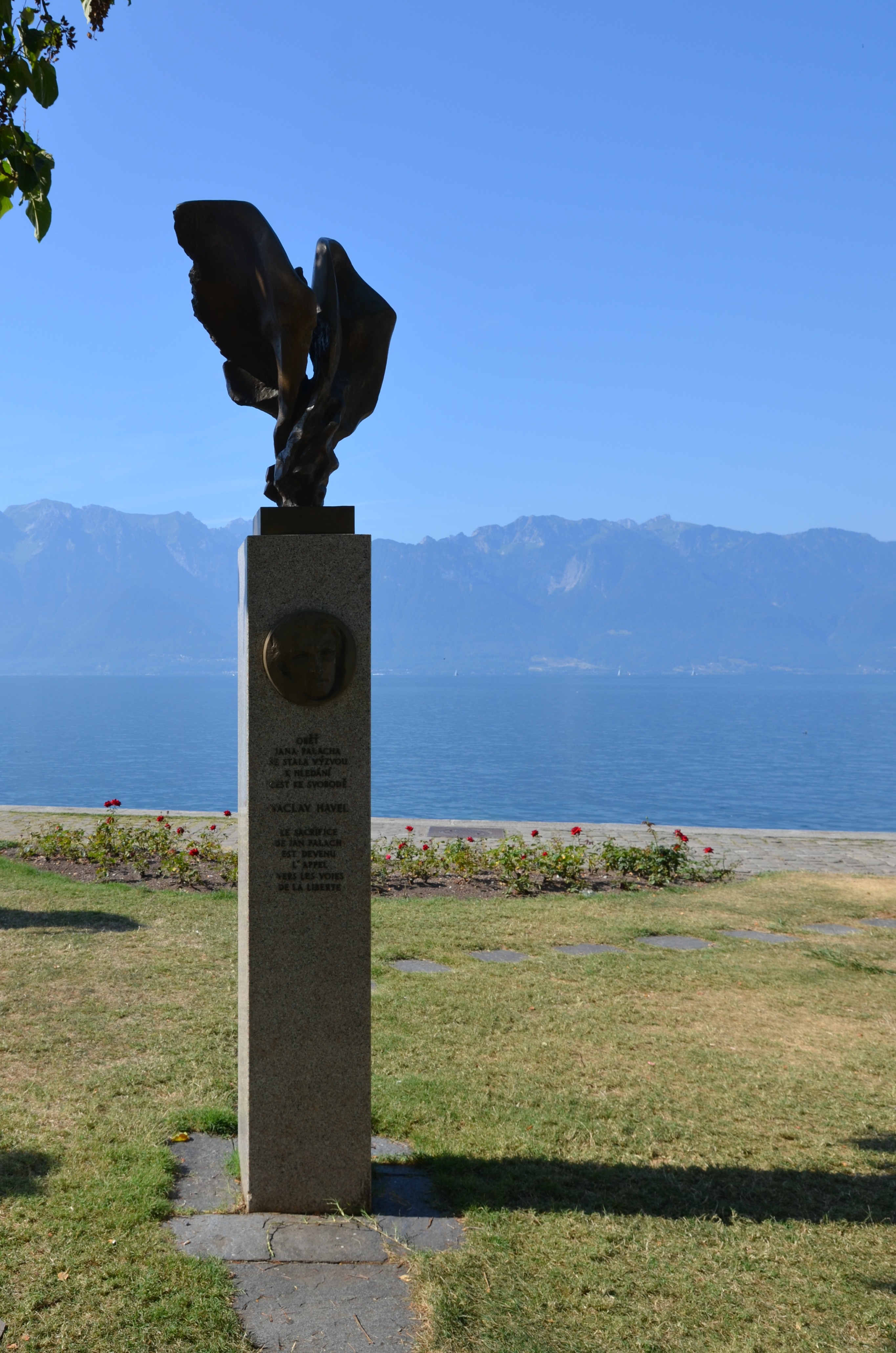
Milan Knobloch: Pomník Jana Palacha u Ženevského jezera ve Švýcarsku (Vevey)

### Odraz v kultuře
- Palachovu posmrtnou masku odlil sochař Olbram Zoubek
- Druhou Palachovu posmrtnou masku odlil také sochař Antonín Chromek
- Kniha Slunce v úplňku spisovatelky Lenky Procházkové je románové zpracování posledního půl roku života Jana Palacha.
- Hudební klip k písni Club Foot skupiny Kasabian je věnován Janu Palachovi.
- Píseň Ticho Bohdana Mikoláška je věnována smrti Jana Palacha.
- Písně Dědicům Palachovým, Marat ve vaně, Atlantis Karla Kryla.
- Americký básník David Shapiro napsal báseň Pohřeb Jana Palacha (The Funeral of Jan Palach). Tato báseň byla inspirací pro amerického architekta českého původu Johna Hejduka, který navrhl sochy s názvem Dům pro sebevraha a Dům pro matku sebevraha (The House of the Suicide, The House of the Mother of the Suicide).[58] Sochy byly poprvé realizovány skupinou studentů pod vedením profesora Jamese Williamsona v Atlantě v roce 1986.[59][60] V roce 1991 nechal John Hejduk sochy znovu zbudovat na Pražském hradě v rámci výstavy John Hejduk – Práce. Sochy věnoval Václavu Havlovi a českému lidu. Dřevěné sochy byly umístěny v zahradách Pražského hradu, nevydržely ale vliv prostředí a okolo roku 2000 byly odstraněny. Dne 18. ledna 2012 schválil výbor pro kulturu pražského Magistrátu záměr výstavby pomníku Jana Palacha podle Hejdukovy dokumentace na Alšově nábřeží v Praze 1 vedle budovy Vysoké školy uměleckoprůmyslové.[61] Nový pomník Jana Palacha budou tvořit dvě přibližně šestimetrové geometrické plastiky, na nichž z hranatého soklu budou vycházet plameny. Světlá plastika bude představovat syna – světlonoše, tmavá bude znázorňovat trpící matku.[62]
- Píseň Primavera di Praga (Pražské jaro) italského zpěváka Francesca Gucciniho upomíná i na Palachovu smrt veršem: „Jan Hus znovu na hranici hořel“.
- Píseň Mourir dans tes bras belgického zpěváka Salvatore Adamo upomíná na čin Jana Palacha.
- Píseň Soud českého zpěváka a herce Václava Neckáře byla natočena na protest proti režimu. Její černobílý klip se natáčel v atmosféře kolem pražského pohřbu Jana Palacha. Přímo s Palachem nicméně text nesouvisí.
- Hudební cyklus Plamenný meč (hudba Jan Bedřich, slova Jaroslava Nohelová) od českého operního pěvce Hynka Maxy, který vznikl z jeho osobní iniciativy, je téměř okamžitou hudební reakcí na Palachovu smrt.
- Píseň Jan Palach italské nacionalistické kapely Compagnia dell'Anello (Společenstvo prstenu).

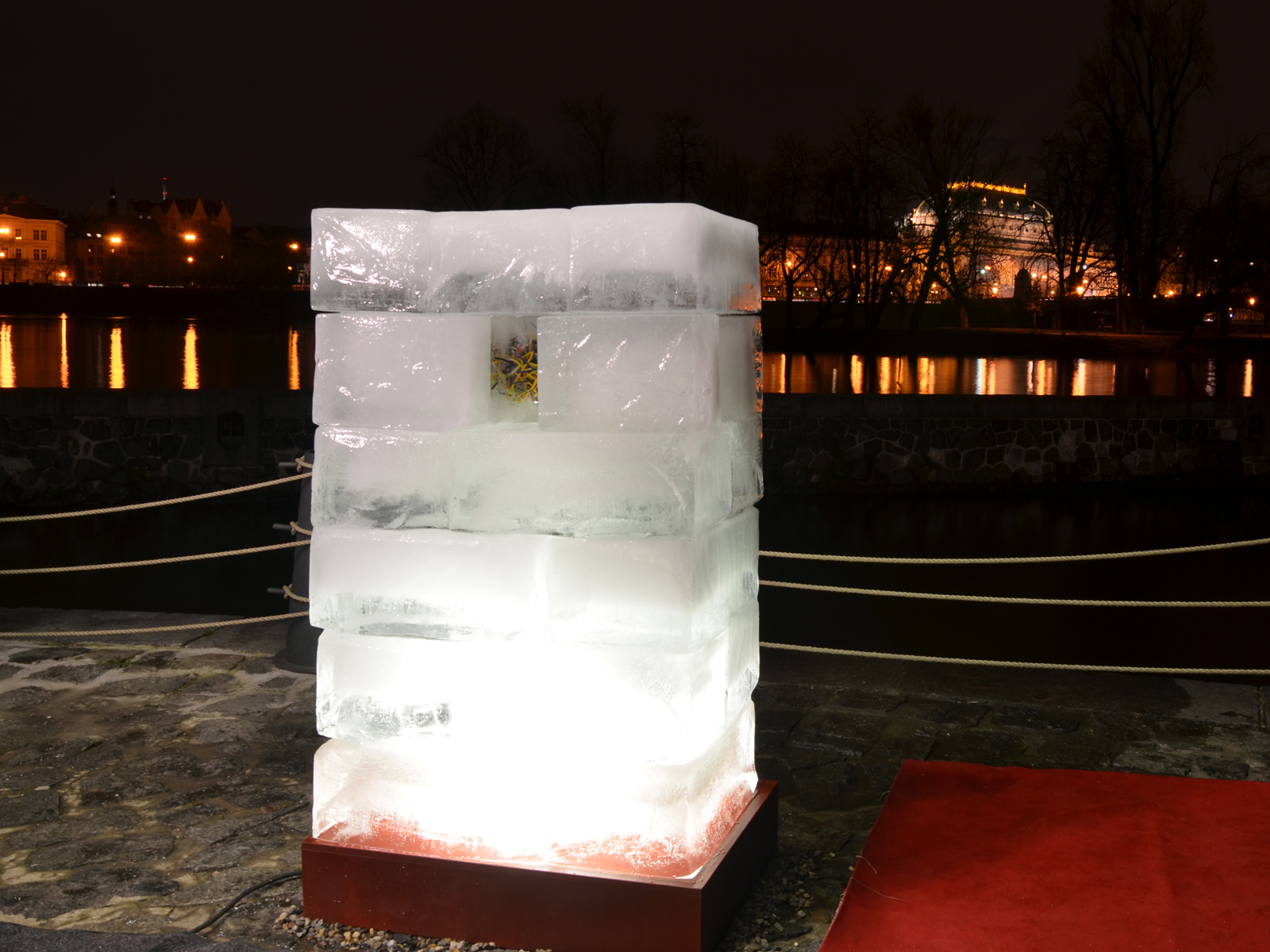
Miroslav Pošvic, Doba ledová. Socha, odhalená v sousedství Musea Kampa v den výročí upálení Jana Palacha, 16. ledna 2015

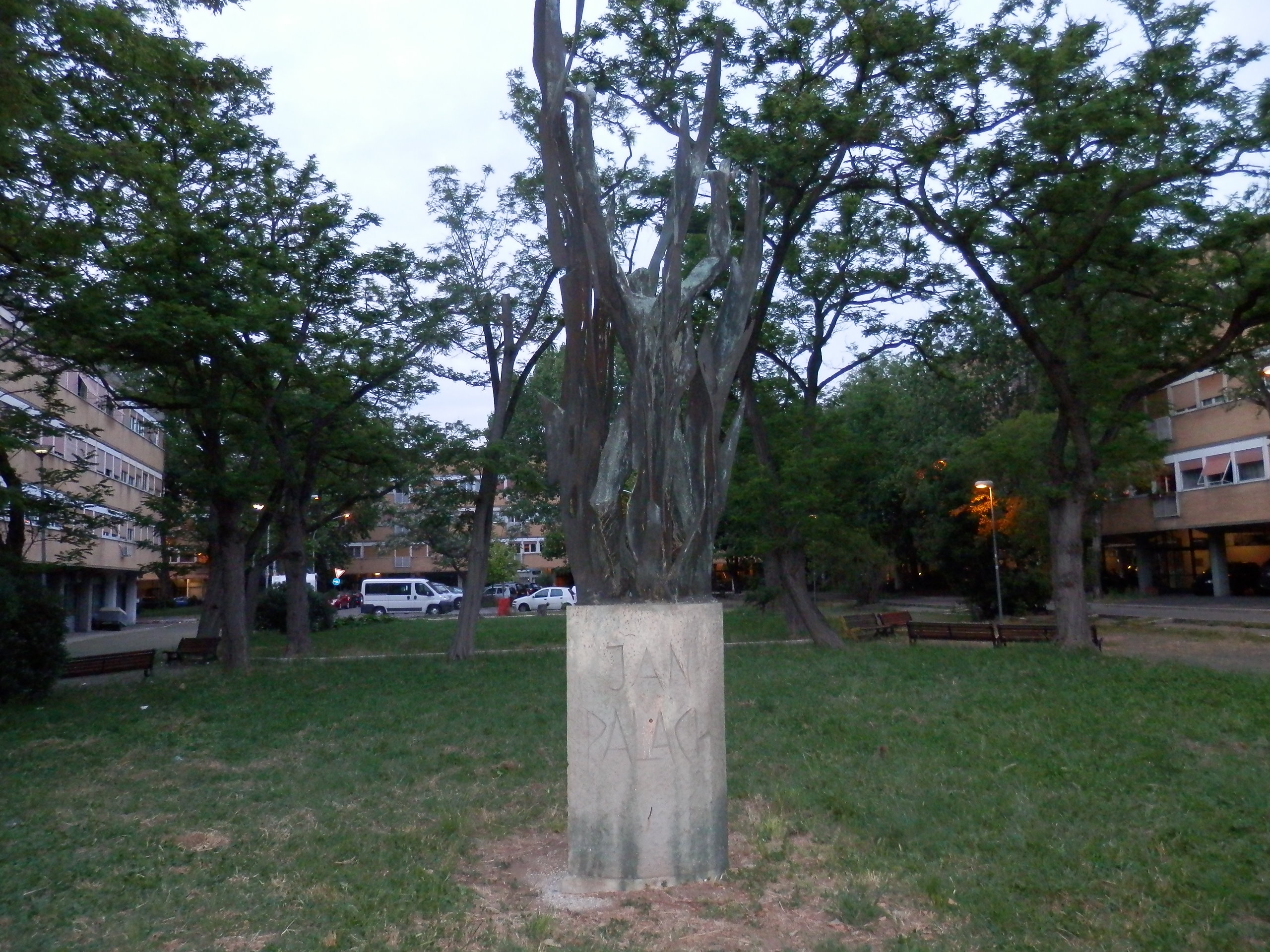
památník Jana Palacha v Římě

- památník Jana Palacha v ŘíměPíseň Imagine od Deža Ursinyho je věnovaná památce Jana Palacha. Skladba je remakem stejnojmenné skladby od Johna Lennona a je rozdělena na 2 části. Na původní anglicky zpívaný text a remakový slovensky zpívaný text.

| Úryvek skladby: „Myslím na krásnych ľudí, ktorí klíčia v nás. A stále sa nám marí, že si tu s nami Ján. A úsmev v tvojej tvári pokojne pláva k nám.“ |

- Motiv se objevuje v tvorbě Deža Ursinyho podruhé v textu skladby Kedy ak nie teraz

| Úryvek skladby: ... V poštovej schránke stále svietia, prázdne telegramy. Na námestí stále horí, náš nevlastný brat Ján . ... V poštovej schránke svietia telegramy: KTO AK NIE MY? KEDY AK NIE TERAZ? ... Kamenný lev, stále stráži vchod do nášho domu. V ľadničke stále vzniká, holý ľad. Ján stále horí pod viečkami našich privieraných očí na námestie kde hluchí a slepí s vetrom zametajú niečie stopy, stále vedú prázdne dvere, dokorán. |

- Píseň „Kam tenkrát šel můj bratr Jan“, nazpívaná Karlem Gottem v roce 1977, byla věnována památce Jana Palacha. Jednalo se o cover verzi písně „All By Myself“, český text napsal Zdeněk Borovec.[63]
- Upálení je zmíněno v 8. dílu 1. řady seriálu Vyprávěj.
- O činu a následujících událostech mezi jeho blízkými byla natočena filmová trilogie Hořící keř.
- Režisér Robert Sedláček natočil o posledních měsících života Jana Palacha film Jan Palach.[64]